# Туркана
Језеро Туркана (раније: Рудолфово језеро) је са 6405 km² највеће језеро у Кенији. Крајњи север језера припада Етиопији. Налази се у источноафричкој Великој раседној долини. Око језера се уздижу врхови, делом још активних, вулкана.
Језеро Туркана је највеће стално пустињско језеро на свету. По хемијском саставу воде, језеро је алкално. По запремини, то је четврто највеће слано језеро на свету. Вода језера се може користити за кување, али не и за пиће. Три реке се уливају у ово безоточно језеро. Клима на северу Кеније је веома сушна и стога је вегетација оскудна. То су већином степе. Око језера су чести нилски крокодили (око 14.000), шкорпиони и змије. Национални паркови око језера Туркана су под заштитом УНЕСКО као Светска баштина.
Језеро Туркана је сада угрожено изградњом бране Гилгел Гибе III у Етиопији због ограничавања притока реке Омо која снабдева већину воде језера.
Иако је језеро било кориштено — и у извесном степену се још увек користи — за воду за пиће, његов салинитет (благо сланаст) и веома високи нивои флуорида (много већи него у флуорисаној води) га генерално чине неподесним. Језеро је такође било и извор болести које се шире контаминираном водом. Заједнице на обалама језера све више се ослањају на подземне изворе за воду за пиће. Исте карактеристике које га чине неподесним за пиће ограничавају његову употребу у наводњавању. Клима је топла и веома сува.
Ветар на обали и на мору може бити изузетно јак, јер се језеро загрева и хлади спорије од копна. Честе су изненадне, насилне олује. Три реке (Омо, Турквел и Керио) се уливају у језеро, али без отицања, једини губитак воде је испаравањем. Запремина и димензије језера су променљиве. На пример, његов ниво је пао за 10 m (33 ft) између 1975. и 1993. године. Упркос недостатку отицања, у екологији се често сматра делом слива Нила, или је барем повезана њим, због његове праисторијске везе са овим системом и сличности у њиховој воденој фауни.
Први Европљани који су открили ово језеро били су 1888. гроф Самуел Телеки и Лудвиг Ритер фон Хехнел. Назвали су га по аустријском престолонаследнику Рудолфу. Данашње име језеро је добило 1975. по племену које живи у околини.

## Геологија
Језеро Туркана је обележје источноафричког расцепа. Расцеп је ослабљено место у Земљиној кори због раздвајања две тектонске плоче, често праћено грабеном, или коритом, у коме се може сакупљати језерска вода. Раскол је почео када је источна Африка, подстакнута струјама у плашту, почела да се одваја од остатка Африке, крећући се ка североистоку. Тренутно је грабен широк 320  на северу језера, 170  на југу. Овај расцеп је један од два и назива се Велики или Источни расцеп. Постоји још један на западу, Западни Рифт.
Стене у подлози региона датиране су помоћу два аналитичка одређивања на пре 522 и 510 милиона година (mya). У то време није било никаквих раздора. Расцеп је сигнализиран вулканском активношћу кроз ослабљену кору. Најстарија вулканска активност у региону десила се у брдима Набвал североисточно од Туркане и датирана је на пре 34,8 милиона година у касном еоцену.
Видљиве тектонске карактеристике региона су резултат екстензивних екструзија базалта преко басена Туркана-Омо у прозору 4,18–3,99 милиона година. Они се зову базалти Гомбе групе. Подељени су на Мурси базалте и Гомби базалте.
Краткорочне флуктуације нивоа језера у комбинацији са периодичним избацивањем вулканског пепела преко региона довеле су до случајног наношења слојева приземног покривача преко базалних стена. Ови хоризонти се могу прецизније датирати хемијском анализом туфа. Пошто се верује да је овај регион био еволуционо гнездо хоминина, датуми су важни за генерисање дијахроног низа фосила, како хоминоидних тако и нехоминоидних — то јест, и човеколиких мајмуна (укључујући хоминине) и немајмуна. Многе хиљаде узорака су ископане.
У басену Туркана видљиве су терасе које представљају древне обале. Највиша је 100 m изнад површине језера (само приближно, како ниво језера варира), што се догодило пре око 9500 година, крајем плеистоцена као део афричког влажног периода. Уопштено се претпоставља да је Туркана била део горњег система Нила у то време, повезујући се са језером Баринго на јужном крају и Белим Нилом на северу, и да је прилагођавање вулканског земљишта прекинуло везу. Таква хипотеза објашњава животињске врсте Нила у језеру, као што су крокодили и нилски смуђ. Високи водостаји су се такође десили пре отприлике 9000, 6000 и 5000 година, од којих је сваки био праћен падом нивоа језера за више од 40 m за мање од 200 година. Сматра се да су промене у положају ваздушне границе Конга утицале на способност влаге из Атлантског океана да стигне до источне Африке, што је имало дубок утицај на ниво језера Туркана и суседних водних тела.

## Антропологија
Фосили хоминина неких од најранијих људских предака пронађени су у басену Туркана. Фосили Australopithecus anamensis које је открио Миве Лики 1994. датирају пре око 4 милиона година. Ричард Лики је предводио бројне антрополошке експедиције на том подручју које су довеле до многих важних открића остатака хоминина.
Два милиона година стара лобања 1470 пронађена је 1972. Првобитно се мислило да је Homo habilis, али је научни назив Homo rudolfensis, изведен од старог имена овог језера (Рудолф), предложио 1986. В. П. Алексејев. Камоја Кимеу је 1984. године открио Турканског дечака, скоро комплетан скелет малолетног Homo ergaster. Недавно је Мив Лики тамо открио лобању стару 3,5 милиона година, названу Kenyanthropus platyops („човек равног лица Кеније“).
Марта Миразон Лахр открила је најраније доказе о људском рату на месту Натарук, које се налази близу обале древног и већег језера Туркана, и где су доказ бројни људски скелети који показују велике трауматске повреде главе, врата, ребара, колена и шака, као исход сукоба међу групама номадских ловаца-сакупљача пре 10.000 година.
Многе језичке групе су заступљене у области око језера Туркана, што је доказ бројних миграција различитих људи током хиљада година. Садашње језичке групе обухватају најмање три одвојене подгрупе нилотске (нилотско-сахарске) и кушитске (афроазијске) породице језика, које су се даље поделиле на више од 12 језика који данас окружују језеро. У раном холоцену (током холоценског климатског оптимума), нивои језера су били високи, а риболов и прикупљање хране су били примарни извори економије. Ово је углавном замењено пољопривредом заснованом на животињама пре 5000 година, када је ниво језера био у периоду брзих флуктуација. Током каснијег холоцена, људски одговори на климатске промене укључивали су интензиван риболов када је ниво језера био висок и прелазак на узгој стоке када би ниво опао. Мегалитски гробови су широко распрострањени на обалама језера и сматра се да одговарају периоду када су припитомљене животиње први пут уведене у регион пре око 5000 година, док су касније мртви сахрањивани у малим гробницама. Људи који данас живе у региону обично се баве мешовитим привредом, прелазећи између лова, риболова и сточарства на основу онога што је изводљиво у датој години. Међутим, изградња инфраструктуре као што су хришћанске мисионарске станице, коришћење енергије (ветар, нафта) и тачке дистрибуције помоћи  учиниле су овај регион повезанијим и зависнијим од спољних ресурса за живот. Традиционални начини преживљавања попут сточарства и риболова сада су допуњени економијом заснованом на готовини.